# Sân bay quốc tế Šiauliai
Sân bay quốc tế Šiauliai (cũng có tên sân bay Zokniai, tiếng Litva: Zoknių oro uostas) (IATA: SQQ, ICAO: EYSA) là một sân bay có cự ly 7 km về phía đông nam thành phố Šiauliai, ở phía bắc Litva. Sân bay có diện tích 471 ha.

## Lịch sử
Sân bay này là một trong những sân bay quân sự lớn nhất ở Liên Xô cũ. Năm 1955, nó là một trong sáu căn cứ không quân của Liên Xô có khả năng tiếp nhận máy bay ném bom Myasishchev M-4. Tupolev Tu-126 đã hoạt động ở đây giữa những năm 1960 và 1970. Quân đội Liên Xô đã đóng ở đây cho đến năm 1993.